# Mańczok
Mańczok (niem. Meinfeld) – przysiółek wsi Grabczok, położony w Polsce, w województwie opolskim, w powiecie opolskim, w gminie Murów. Miejscowość wchodzi w skład sołectwa Grabczok.

## Nazwa
Dawną nazwą niemiecką miejscowości jest Mainczok Kol., natomiast przedwojenna polska nazwa brzmiała Mainczok.
15 marca 1947 r. nadano miejscowości polską nazwę Mańczok.

## Historia
Mańczok został założony w 1797 r. jako kolonia leśna. Przed zakończeniem II wojny światowej miejscowość była związana administracyjnie z gminą Łubniany.

## Demografia
| Rok                | 2001 | 2006 | 2007 | 2012 |
| Liczba mieszkańców | 4    | 4    | 3    | 6    |

(Źródła: .)